# Rómának szeretettel
A Rómának szeretettel (eredeti cím: To Rome with Love) 2012-ben bemutatott spanyol-olasz-amerikai romantikus filmvígjáték, melynek rendezője és forgatókönyvírója Woody Allen, aki egyben a film mellékszereplője is (ez az első filmszereplése 2006 óta).
Olaszországban 2012. április 13-án mutatták be, Los Angelesben és New Yorkban 2012. június 22-én jelent meg.
A film története Rómában játszódik, amely négy történetszálon fut: az első egy eladóról szól, aki úgy ébred, hogy hírességgé vált; a másik egy építészről szól, aki újra végigmegy azon az utcán, amelyikben diákkorában élt, a harmadik egy fiatal házaspár története, míg a negyedik egy olasz temetkezési vállalkozó életét meséli el, akinek éneklési képessége megragadja a jövendő rokonának, egy amerikai opera rendezőnek a figyelmét.
Különlegesség, hogy maga Allen utálja a film címét (eredetileg úgy tervezte, hogy a „Bop Decameron”, később pedig a „Nero Fiddles” címeket adja a filmnek, de mivel egyiket sem értették az emberek, így a „To Rome with Love” lett a végleges cím.)

## Szereplők
| Színész                         | Szerep                                          | Magyar hang     |
| ------------------------------- | ----------------------------------------------- | --------------- |
| "Hayley története"              |                                                 |                 |
| Alison Pill                     | Hayley, Michelangelo menyasszonya               |                 |
| Flavio Parenti                  | Michelangelo Santoli, Hayley vőlegénye          | Dévai Balázs    |
| Woody Allen                     | Jerry, Hayley apja, Phyllis férje               | Szacsvay László |
| Judy Davis                      | Phyllis, Hayley anyja és Jerry felesége         | Vándor Éva      |
| Fabio Armiliato                 | Giancarlo Santoli, Michelangelo apja            | Epres Attila    |
| "Leopoldo története"            |                                                 |                 |
| Roberto Benigni                 | Leopoldo Pisanello, eladó, ideiglenes híresség  | eredeti nyelven |
| Monica Nappo                    | Sofia Pisanello, Leopoldo felesége              |                 |
| Cecilia Capriott                | Serafina, titkárnő                              |                 |
| Marta Zoffoli                   | Marisa Raguso, Leopoldo egyik riportere         |                 |
| "Antonio története"             |                                                 |                 |
| Alessandro Tiberi               | Antonio, Milly férje                            | eredeti nyelven |
| Alessandra Mastronardi          | Milly, Antonio felesége                         | eredeti nyelven |
| Penélope Cruz                   | Anna, prostituált                               | eredeti nyelven |
| Simona Caparrini                | Giovanna, Antonio nagynénje                     |                 |
| Ornella Muti                    | Pia Fusari, híres színésznő                     | eredeti nyelven |
| Antonio Albanese                | Luca "Luchino" Salta, híres színész             | eredeti nyelven |
| Riccardo Scamarcio              | tolvaj a szállodában                            | eredeti nyelven |
| Roberto Della Casa: Paolo bácsi |                                                 |                 |
| Giuliano Gemma                  | hoteligazgató                                   |                 |
| "John története"                |                                                 |                 |
| Alec Baldwin                    | John Foy, sikeres építész                       | Csankó Zoltán   |
| Jesse Eisenberg                 | Jack, Sally barátja                             | Kovács Lehel    |
| Greta Gerwig                    | Sally, Jack barátnője, Monica legjobb barátnője |                 |
| Ellen Page                      | Monica, Sally legjobb barátnője                 |                 |
| Lino Guanciale: Leonardo        |                                                 |                 |

- Cristiana Palazzoni, a TG3 műsorvezetője, valóban újságíró/műsorvezető a Rai 3 csatornánál. A jelenetet a valódi TG3 stúdióban forgatták.[8]

- Pierluigi Marchionne, aki egy forgalomirányító rendőrt alakít az első jelenetben, valóban rendőr. Woody Allen látta őt, ahogy irányítja a forgalmat a Piazza Venezián, így hozzáadta ezt a jelenetet a filmhez, hogy szerepeljen a filmben.[9]

## Megjelenés
2011 decemberében a Sony Pictures Classics megszerezte a film terjesztési jogát.

### Fogadtatás
A film megosztotta a kritikusokat. A Rotten Tomatoes oldalán 46%-on áll, 179 kritika alapján, és 5.4 pontot szerzett a tízből. A Metacritic honlapján 54 pontot szerzett a százból. Roger Ebert három csillaggal értékelte a négyből.
A The New York Times kritikusa, A. O. Scott néhány jelenetet "elsietettnek és rosszul elkészítettnek" talált, de közben ajánlotta is a filmet. A The New Yorker kritikusa, David Denby pozitívan nyilatkozott a filmről.
2016-ban Robbie Collin és Tim Robey filmkritikusok Allen egyik legrosszabb filmjének nevezték.